# Крикуны 2
«Крикуны 2: Охота» (англ. Screamers: The Hunting) — канадский фантастический триллер с элементами боевика, сиквел фильма «Крикуны» 1995 года. Экранизация рассказ Филипа К. Дика «Вторая модель».
Слоган фильма — «Идеальное оружие превратилось в настоящего убийцу».

## Сюжет
В начале фильма трое людей на планете Сириус 6Б (англ. Sirius 6B) пытаются проникнуть в бункер, из которого можно послать сигнал бедствия на Землю. Удаётся это сделать лишь одному, двоих его товарищей убивают роботы-«крикуны».
Спустя два месяца сигнал SOS был получен, и организация Альянс отправляет спасательный корабль «Медуза» с целью найти выживших и эвакуировать. Время спасательной операции ограничено шестью днями, по прошествии которых на Сириус обрушится метеоритный дождь, который полностью уничтожит планету. Отряд, в состав которого входит лейтенант Виктория Бронте, высаживается на поверхность планеты и отправляется на поиски источника сигнала. Техник отряда, Содерквист, остаётся на корабле следить за оборудованием.
В первые сутки отряд находит пещеру, в конце которой находится вентиляционная шахта. Со стен пещеры капает радиоактивная кислота, которая попадает на руку командира отряда Секстона. Офицер по науке, Рейф Даниэлли, собирает кислоту в пробирку. Через шахту отряд попадает в бункер, являющийся частью большого подземного комплекса, где обнаруживают фабрику по производству «крикунов». Поскольку команда не успеет вернуться до темноты на свой корабль, коммандер Секстон решает остаться на фабрике на ночь. В то время как остальные члены отряда спят, Секстон копирует данные о «крикунах» на свой КПК.
Утром следующего дня, находящийся на корабле Содерквист, проводя осмотр двигателя, забывает закрыть люк, и на борт проникает «крикун», который убивает техника. В это же время отряд спасателей натыкается на старую шахту по добыче бериниума (минерал, за который велась война на планете), а также на её агрессивно настроенных обитателей. Завязывается перестрелка, в ходе которой солдата Мэддена едва не убивают стрелой, а звуки выстрелов привлекают «крикунов». Зная, что роботы реагируют только на живые цели, спасатели активируют электронные браслеты, которые делают их невидимыми для «крикунов». Однако Даниэлли теряет браслет, тогда сержант Ромуло отдаёт ему свой, а затем спасает Бронте от атаки роботов и получает тяжёлые ранения. Он прикрывает уход отряда и подрывает себя гранатой вместе с «крикунами». Секстон решает свернуть операцию, поскольку связь с кораблём потеряна, а выжившие люди — безумные дикари, из-за которых погиб член отряда. Группа отправляется обратно на «Медузу».
На следующий день, вернувшись на корабль, медик отряда Шварц находит труп Содерквиста, а остальные спасатели обнаруживают, что все топливные баки пусты. Проверив камеры наблюдения, они выясняют, что на корабль попал крикун, который всё выкачал. Тогда лейтенант Бронте предполагает, что у выживших на шахте явно есть какое-либо топливо. Вечером отряд сжигает тело Содерквиста (он всегда хотел, чтобы его кремировали, как и его предков).
На рассвете четвёртого дня отряд подходит к шахте. Издалека они замечают женщину по имени Ханна, которая вчера на них напала. Бронте удаётся подкрасться к ней сзади и, разоружив, объяснить ситуацию, в которую она с товарищами попала. Ханна отводит команду к бункеру. Бронте доказывает, что они на самом деле прилетели с Земли для помощи выжившим людям и сообщает, что через два дня планета будет уничтожена сильным метеоритным дождём. Выжившие соглашаются помочь спасателям и вместе с ними отправляются вглубь шахты на поиски горючего.
Бронте, отстав от отряда, обнаруживает пещеру с прикованными цепями к стене молодыми людьми и разделочным столом в середине. Подойти к ним нельзя, так как они окружены электромагнитным полем. Поддавшись на мольбы пленников, Виктория возвращается к отряду и говорит о них Секстону. Мэдден и Рейф Даниэлли вспоминают уклончивый ответ одного из жителей на вопрос о том, где они берут еду, и понимают, что выжившие являются каннибалами. Секстон, Бронте и Даниэлли идут к подросткам, а Мэдден и Шварц остаются вдвоём.
Придя на место, Даниэлли уговаривает командира освободить подростков. Рейф и лейтенант Бронте выливают собранную им ранее кислоту на конденсатор и отключает защитное поле. Освобождённые оказываются «крикунами» новой модели, и один из них пробивает насквозь кулаком Даниэлли. Подростки-«крикуны» нападают на выживших и убивают большинство обитателей бункера, Ханну и её напарника Гая удаётся спасти. Спасаясь от погони роботов, Гай и Бронте подрывают туннель и тем самым уничтожают бункер и «крикунов». Виктория Бронте, Гай, Секстон, Шварц, Мэдден и Ханна выходят обратно на поверхность Сириуса.
Утром пятого дня группа находит ещё один бункер и решает там переночевать. Пока все спят, Ханна будит Викторию и высказывает ей свои предположения о том, что Гай, возможно, один из Прототипов, «крикунов», которые маскируются под людей. Ханна замечает, что «он никогда ничего не делает просто так». Однако Виктория не понимает этого и забывает её слова. Во время ночного дежурства с Гаем, Виктория рассказывает ему, что Бронте — девичья фамилия её матери, а её отцом был полковник Джозеф Хендриксон (главный герой предыдущего фильма). Он погиб задолго до её рождения, взорвав свой корабль едва войдя в атмосферу Земли.
На шестой день спасатели и их спутники добираются до большого научного комплекса. По пути Ханна рассказывает Бронте, что Гай никогда не спит. Затем Ханна начинает кричать и берёт Гая в заложники, а потом Секстон случайно убивает её ножом. Отряд продолжает идти, а Шварц остаётся и накрывает труп брезентом. Мэдден замечает отсутствие медика и команда, вернувшись за ней, обнаруживает лишь её труп. Тут же на отряд нападают «крикуны», и им приходится спасаться бегством. Им помогает странный человек в противогазе, который уничтожает «крикунов» одним выстрелом из электромагнитной пушки и пускает людей в своё убежище. Спасителем оказывается Юджин Орсоу, инженер Альянса, создавший роботов-убийц и считавшийся давно погибшим. Секстон втайне копирует найденные чертежи первой модели «крикуна», и его замечает Бронте. Секстон утверждает, что на Земле они стоят целое состояние и хотел взять в долю лейтенанта, но та отвечает отказом.
Вскоре Секстон обнаруживает источник энергии, в отсутствии которого уверял Орсоу и ранит инженера. Тот не хотел, чтобы «крикуны» попали на Землю, но Секстон его не слушает и забирает энергетические батареи, которые питали станцию, а также электронный браслет. Орсоу стреляет в коммандера из пистолета, но тому удаётся убить его из электромагнитной пушки. Перед смертью инженер активирует систему самоуничтожения.
В это время на станции появляется Рейф Даниэлли, который погиб два дня назад. Под его личиной скрывается «крикун» последней модели, который убивает Мэддена. Гай и Бронте убегают, а «крикун»-Даниэлли находит и убивает Секстона. Гай и Бронте забирают батареи и сбегают со станции. Добравшись до корабля, они находят там Мэддена, ставшего одним из Прототипов. Уничтожив его и подключив к кораблю батареи, им удаётся улететь с планеты как раз до начала метеоритного дождя. Они оба погружаются в криобиоз на два месяца.
На подлёте к Земле Виктория, очнувшись ото сна, вскоре обнаруживает, что беременна от Гая, с которым у неё был половой акт. Её настораживает размер живота, слишком большого для всего двух месяцев беременности. Внезапно Гай, у которого глаза стали чёрного цвета, нападает на неё.
Затем показывается, как у ребёнка в утробе появляется электропила «крикунов».

## В ролях
- Джина Холден — лейтенант Виктория Бронте, офицер спасательного отряда на Сириусе 6-Б, заместитель Секстона. Добровольно согласилась участвовать в операции, так как её отец — Джозеф Хендриксон, командовавший силами Альянса на планете. Взяла девичью фамилию своей матери.
- Грег Брайк — коммандер Энди Секстон, начальник спасательного отряда. Искал в операции личную выгоду, хотел собрать и затем продать данные о «крикунах» на Земле. Был смертельно ранен Даниэлли-Прототипом, остался на заминированной станции Орсоу. Перед смертью отдал чип с информацией о роботах Виктории Бронте, но та его выбросила.
- Стивен Амелл — Гай, один из уцелевших жителей планеты. По его словам, имел брата, который был убит «крикунами». Был влюблён в лейтенанта Викторию Бронте, однако позднее оказался «крикуном» последней модели. Виктория забеременела от него.
- Лэнс Хенриксен — Юджин Орсоу, инженер-учёный Альянса, проектировщик первой модели «крикунов». Считался погибшим во время тестирования собственных разработок, однако выжил и живёт в одиночестве на станции. Был знаком с Джозефом Хендриксоном. Не хотел допустить проникновения «крикунов» на Землю. Погиб от рук коммандера Секстона.
- Яна Палласке — Шварц, женщина-медик, член спасательной команды. Любовный интерес Мэддена. Отличается жалостью и состраданием. Была убита крикуном первой модели, когда отстала от команды.
- Кристофер Редман — Рейф Даниэлли, офицер по науке, член спасательной команды. Умён и сообразителен. Пытался помочь пленным подросткам на шахте, принадлежащей уцелевшим жителям Сириуса 6-Б. Погиб от рук «крикунов», которых затем уничтожили члены его отряда. После смерти Рейфа превратили в одного из Прототипов. Он убил Мэддена и Секстона, после чего был уничтожен Викторией Бронте.
- Тим Розон — Мэдден, член спасательной команды. Отвечает за огневую поддержку. Шутник и разгильдяй. Был убит Даниэлли, который был превращён в «крикуна». Из самого Мэддена также создали «крикуна»-Прототипа. Он пытался уговорить Викторию Бронте стать такой же как и он, но был уничтожен Гаем.
- Дэйв ЛаПомеррэй — сержант Ромуло, член спасательной команды, эксперт по тяжёлому вооружению. Храбрый и самоотверженный. Единственный чернокожий в команде. Подорвал себя гранатой, когда был окружён «крикунами».
- Джоди Ричардсон — Олаф Содерквист, техник спасательной команды. Норвежец по происхождению, считает себя потомком викингов. Погиб из-за попавшего на борт корабля «крикуна».
- Холли О’Брайэн — Ханна, спутница Гая. Сначала с недоверием относилась к спасателям, но решилась им помочь. Подозревала в Гае «крикуна» новой модели. Была вооружена луком и самодельным ножом. Была случайно зарезана Секстоном.

## Производство
В декабре 2008 года вышел трейлер фильма, также стали известны имена исполнителей главных ролей — Лэнс Хенриксен, Джина Холден, Грег Брайк и Тим Розон.

## Критика
Фильм получил смешанные отзывы.
Обозревателем с сайта bloodygoodhorror.com было отмечено небольшое расширение вселенной Крикунов и неплохая актёрская игра Джины Холден, однако всё остальное — от монтажа до ролей второго плана — подверглось критике.